# 贄田直樹
贄田 直樹（、1961年〈昭和36年〉4月29日 - ）は日本映画の彫刻家。多摩美術大学卒。工房U-ART所属。東京都出身。

## 来歴
東武ワールドスクウェアの造型作業に従事した縁で、東宝映像美術に契約スタッフとして参加。
映画『ゴジラvsメカゴジラ』（1993年）から『モスラ3 キングギドラ来襲』（1998年）まで東宝特撮映画の怪獣造型でメカニカルや電飾などを制作した。『vsメカゴジラ』では、ゴジラ頭部のラジコン操作を担当したが、メカの動きにタイムラグがあったためNGを連発してしまい、翌年の『ゴジラvsスペースゴジラ』では自ら頭部ギミックを一新し、上下の可動のみだったゴジラ頭部の左右への首振りも実現した。
テーマパーク建築にも携わったのち、東宝映像美術から工房U-ARTへ移籍し、テーマパークのキャラクター造形や店舗装飾などを手掛ける。

## 代表作

### 映画
| 公開年月日 | 公開年月日 | 作品名                   | 制作（配給）                                           | 役職                       | 担当怪獣                          |
| ---------- | ---------- | ------------------------ | ------------------------------------------------------ | -------------------------- | --------------------------------- |
| 1989年     | 7月22日    | ガンヘッド               | サンライズ バンダイ 角川書店 IMAGICA 東宝映画 （東宝） | 造形助手（メカニック担当） | ガンヘッド                        |
| 1993年     | 12月11日   | ゴジラvsメカゴジラ       | 東宝映画 （東宝）                                      | 造形助手（メカニック担当） | ゴジラ                            |
| 1994年     | 7月9日     | ヤマトタケル             | 東宝映画 （東宝）                                      | 造形助手（メカニック担当） | ヤマタノオロチ                    |
| 1994年     | 12月10日   | ゴジラvsスペースゴジラ   | 東宝映画 （東宝）                                      | 造形助手（メカニック担当） | ゴジラ                            |
| 1995年     | 12月9日    | ゴジラvsデストロイア     | 東宝映画 （東宝）                                      | 造形助手（メカニック担当） | ゴジラ                            |
| 1996年     | 12月14日   | モスラ                   | 東宝映画 （東宝）                                      | 造形助手（メカニック担当） | モスラ成虫                        |
| 1997年     | 12月13日   | モスラ2 海底の大決戦     | 東宝映画 （東宝）                                      | 造形助手（メカニック担当） | レインボーモスラ 水中モードモスラ |
| 1998年     | 12月12日   | モスラ3 キングギドラ来襲 | 東宝映画 （東宝）                                      | 造形助手（メカニック担当） | 原始モスラ幼虫                    |

### テーマパーク
| 期間          | 期間          | テーマパーク名         | 会社                       | 担当施設                        | 製作会社、スポンサー  | 役職     |
| ------------- | ------------- | ---------------------- | -------------------------- | ------------------------------- | --------------------- | -------- |
| 1990年4月22日 | 1990年4月22日 | スペースワールド       | スペースワールド           | 全エリア                        | 東宝映像美術          | 造形助手 |
| 1993年4月24日 | 1993年4月24日 | 東武ワールドスクウェア | 東武ワールドスクウェア     | アメリカゾーン ニューヨーク地域 | 東宝映像美術          | 造形助手 |
| 1994年3月19日 | 1998年3月     | サンリオピューロランド | サンリオエンターテイメント | 怪獣プラネットゴジラ            | バンダイ 東宝映像美術 | 造形助手 |
| 1994年3月19日 | 1998年3月     | ハーモニーランド       | サンリオエンターテイメント | 怪獣プラネットゴジラ            | バンダイ 東宝映像美術 | 造形助手 |